# Спино д'Ада
Спино д'Ада (на италиански: Spino d'Adda, на местния диалект Spi, Спи) е град и община в Северна Италия.
Разположен е около река Ада в провинция Кремона на област (регион) Ломбардия. Население 7064 жители (2009).